# Crambus tenuistriga
Crambus tenuistriga is een vlinder uit de familie grasmotten (Crambidae). De wetenschappelijke naam van deze soort is voor het eerst geldig gepubliceerd in 1898 door Hampson.
De soort komt voor in tropisch Afrika.